# Municipio de Serena
El municipio de Serena (en inglés: Serena Township) es un municipio ubicado en el condado de LaSalle en el estado estadounidense de Illinois. En el año 2010 tenía una población de 1138 habitantes y una densidad poblacional de 11,74 personas por km².

## Geografía
El municipio de Serena se encuentra ubicado en las coordenadas 41°30′4″N 88°45′33″O / 41.50111, -88.75917. Según la Oficina del Censo de los Estados Unidos, el municipio tiene una superficie total de 96.91 km², de la cual 96,27 km² corresponden a tierra firme y (0,66 %) 0,64 km² es agua.

## Demografía
Según el censo de 2010, había 1138 personas residiendo en el municipio de Serena. La densidad de población era de 11,74 hab./km². De los 1138 habitantes, el municipio de Serena estaba compuesto por el 97,72 % blancos, el 0,62 % eran afroamericanos, el 0,18 % eran amerindios, el 0,26 % eran de otras razas y el 1,23 % eran de una mezcla de razas. Del total de la población el 3,08 % eran hispanos o latinos de cualquier raza.